# Oráculo

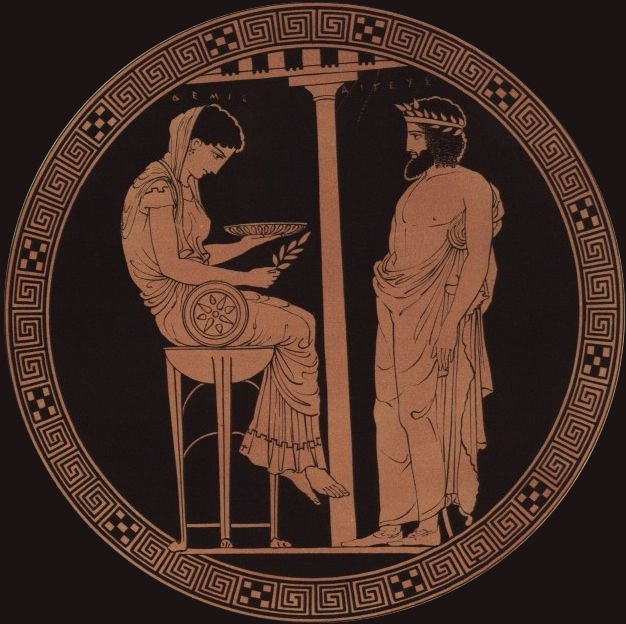
Egeo, mítico rey de Atenas, consultando a la Pitia, el Oráculo délfico, que está sentada en un trípode. La inscripción en la copa identifica a al Pitia con la diosa Temis. Tondo de kílix ático de figuras rojas, del Pintor Codros, c. 440-430 a. C., conservada en el Museo de Berlín (Berlin Mus. 2538). Esta es la única imagen contemporánea de la Pitia.

Un oráculo (del latín oraculum) es la respuesta que da una deidad a una pregunta personal a través de técnicas adivinatorias mediadas por sacerdotes, sibilas o pitonisas. Por extensión, se llama oráculo también a la persona que da la respuesta y al propio lugar en que se hace la consulta y se recibe la respuesta (el oráculo). Existen varios de estos lugares, que fueron muy importantes en la Antigüedad, todos ellos pertenecientes al mundo griego. Los romanos asimilaron y heredaron los oráculos griegos, creando además los suyos propios como el de la Sibila de Cumas.
Antes de cualquier gran evento, reyes y líderes consultaban las previsiones de los oráculos. En la antigua cultura griega, estos eran elementos fundamentales y uno de los más famosos estaba ubicado en la ciudad de Delfos. Los sacerdotes y sacerdotisas respondían las preguntas en el templo de forma enigmática y repleta de simbolismos.
De hecho, los oráculos están vinculados en el Mundo Antiguo a la colonización, sobre todo con los fenicios y los griegos. Los que más destacan son el oráculo de Ba´al y el de Delfos, respectivamente. Debemos tener en cuenta que los oráculos son una parte importante de las religiones de la antigüedad y con las colonizaciones, la economía y el comercio se ponen bajo la protección de la divinidad. 

## Funcionamiento
Cada oráculo tenía sus formas y maneras especiales para significar la voluntad de los dioses. El de Júpiter Amón daba sus respuestas sencillas, sin ambages ni rodeos. Se daban casi siempre en versos escritos en una tablita, práctica que se siguió también en Delfos; pero como no faltaron personas que criticaban lo pésimo de los versos que se suponían proferidos por el dios de la poesía, los sacerdotes terminaron por no dar las respuestas en verso.
Fue costumbre entender por respuesta del oráculo la primera palabra que se oía al salir del templo a no ser que se advirtiera un pequeño sacudimiento en la estatua del dios o se prestara atención reparando el movimiento y el giro que daban los peces que había en un estanque junto al templo.

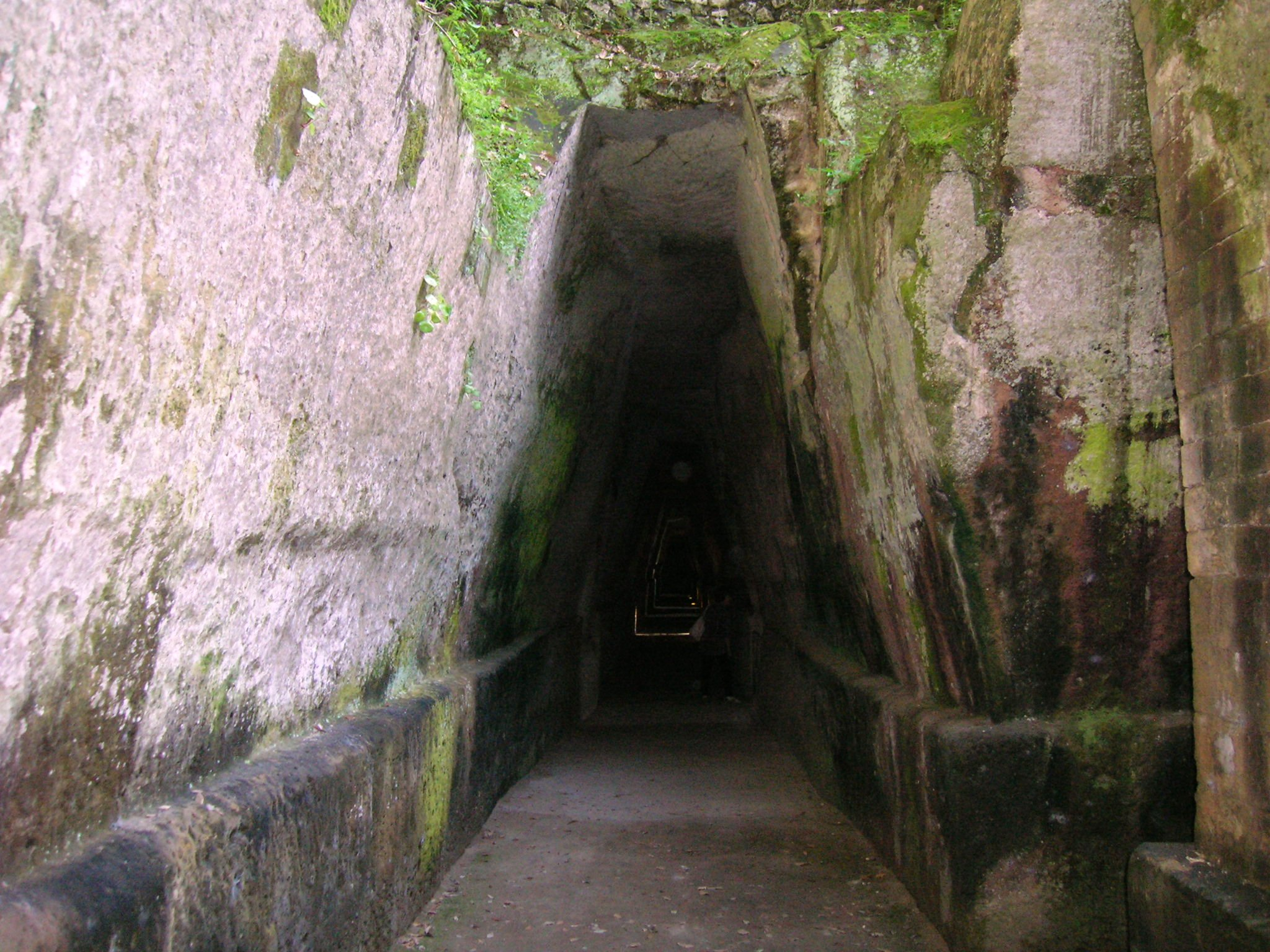
Cueva de la Sibila de Cumas

Los romanos nunca tuvieron oráculos célebres en Italia: los autores hablan únicamente de la Sibila de Cumas, famosa por la colección de predicciones que presentó a Tarquinio Prisco; pero después de la aparición de la Sibila, no se vieron más oráculos en Italia. Los romanos en circunstancias extraordinarias enviaban sus emisarios a Grecia para consultar el de Delfos; pero como podían obtener diariamente respuestas de sus augures y arúspices, estos sustituían a los oráculos.
Las respuestas de los oráculos por lo común, eran equívocas, es decir, que envolvían un doble sentido: tal fue la que dio la Pitia a Creso. Si el rey de Lidia pasa el Halys, destruirá un poderoso imperio. Creso, pues, al pasar el Halys podía destruir el de Ciro o su propio imperio. 
Del mismo estilo fue la que dio a Pirro. Credo te, Æacida Romanos vincere posse: y efectivamente era equívoca, porque Pirro podía vencer a los romanos así como estos vencer á Pirro. El equívoco de la Pitia contestando a Nerón, te aguardan setenta y tres años le persuadió de que los dioses le habían otorgado una larga vida, mas no fue así: era una alusión a Galva, de setenta y tres años, que al frente de una rebelión lo destronó.
En las respuestas de los oráculos había algunas bastante singulares. Creso deseando sorprender al oráculo de Delfos, mandó preguntar a la Pythia en que se ocupaba él en el instante mismo en que su enviado la dirigía la palabra: contestó la sacerdotisa en mandar, que condimenten un cordero con una tortuga. Lo cual era verdad, dice Heródoto. A veces respondía el oráculo simples bufonadas como la que dijo a un hombre que le preguntó de qué manera podría llegar a ser rico: le contestó, Poseyendo, todo lo que existe entre los pueblos de Sicion y Corinto.
Los oráculos no estuvieron libres de la corrupción y del soborno, especialmente por parte de los reyes, que siempre cuentan con medios para satisfacer sus ambiciones. Los alcmeónidas, descendientes de Néstor, y Cleómenes I rey de Esparta (Olimpiada LXI-532 años a. C.), compraron con dinero las respuestas de la Pitia. Filipo y Alejandro Magno hicieron lo propio, logrando respuestas favorables para sus designios, motivo por el cual Demóstenes decía en sentido irónico que la Pitia "filipisaba".

## Oráculos en Egipto
El oráculo egipcio más célebre fue el de Júpiter Amón en la Libia exterior, a nueve jornadas de distancia al oeste de Alejandría: se erigió con el templo, según antiquísima tradición, unos 1840 años a. C. con motivo de haber volado desde Tebas de Egipto dos palomas, una en dirección a Libia y la otra a Dodona. Este oráculo, el de mayor crédito en la antigüedad, mereció que fuera consultado por Hércules, Perseo y por otros hombres célebres. La época de su decadencia comenzó cuando, por lisonjear el orgullo de Alejandro Magno le proclamó hijo de Júpiter Amón, pues comenzó a perder su reputación, de modo que en tiempos de Plutarco ya no le quedaba ninguna. 
El templo además de ocupar una situación privilegiada, estaba servido por más de cien sacerdotes, de entre los cuales los más ancianos gozaban el derecho exclusivo de transmitir los oráculos del dios: no lejos del templo corría una fuente con agua de temperatura variada: caliente de mañana y tarde y fría a mediodía y por la noche.

## Oráculos en Grecia

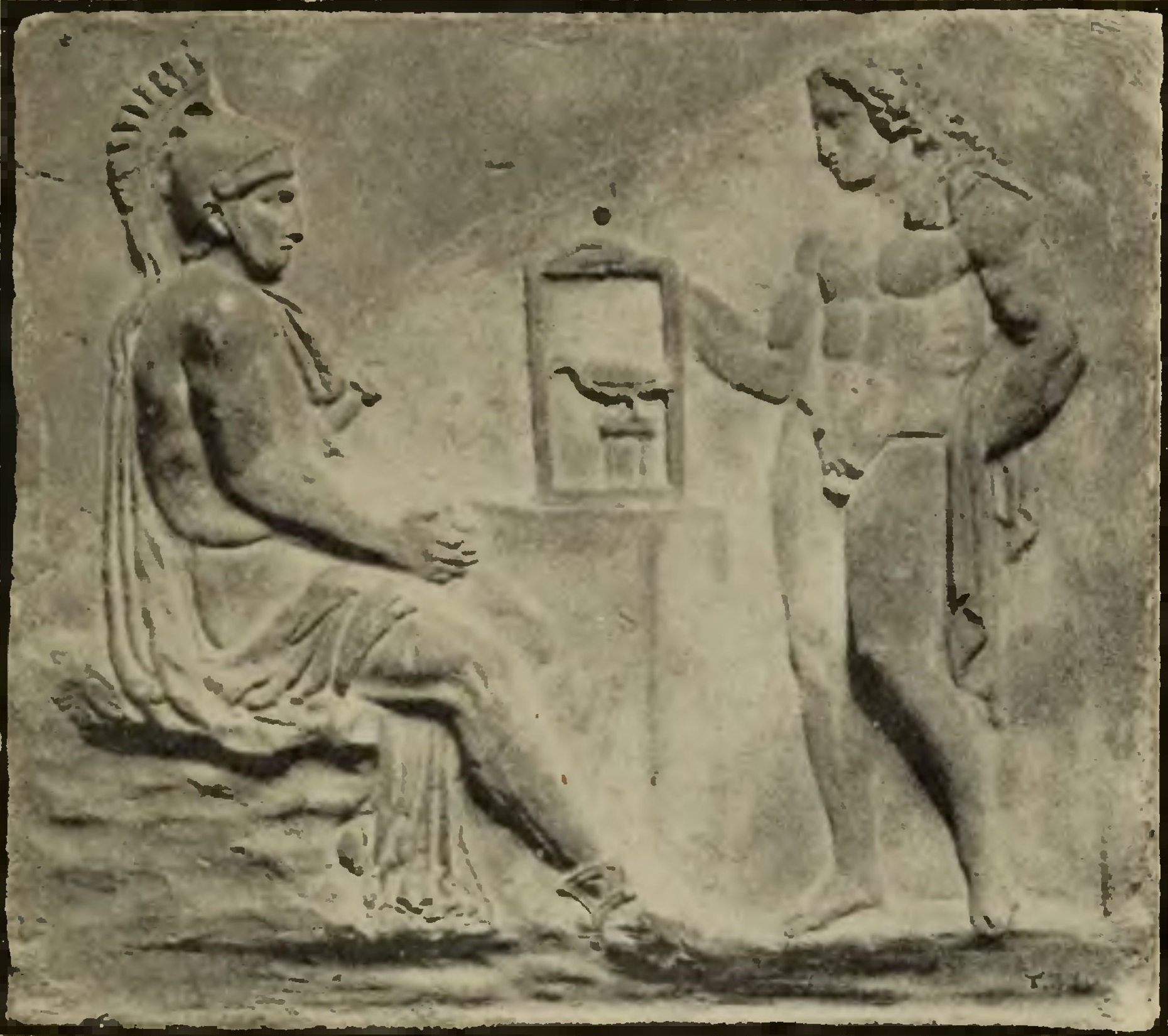
Consulta del Oráculo de Delfos, terracota

Los griegos en imitación de los egipcios establecieron los oráculos, bastante numerosos, porque la pequeña provincia de Beocia contaba por lo menos veinticinco, y el Peloponeso tenía otros tantos: e incluso los pocos templos proféticos que había en tierras llanas, todos tenían subterráneos artificiales, del mismo modo que los de las montañas.
Solo los grandes dioses en los primeros tiempos predecían el porvenir, pero cuando los semidioses y los héroes gozaron la misma prerrogativa no tardaron los oráculos de Trofonio y de Antinoo en rivalizar con los de Júpiter y Apolo. En esta competencia entraron los oráculos de Dodona y Delfos, llegando este último a adquirir gran superioridad y crédito; pero las cuantiosas riquezas que encerraba excitaron más de una vez la codicia de los príncipes y caudillos de aquellos tiempos.

### Principales oráculos del mundo griego
- Oráculo de Delfos en Grecia, en la falda del monte Parnaso. El santuario del dios Apolo ha sido, desde la antigüedad, un importante centro de culto. El oráculo se recibía a través de una mujer que se llamaba Pitia o Pitonisa, que entraba en estado de éxtasis frenético. Se pensaba que era el ombligo del mundo, marcado por el paso de dos águilas soltadas por Zeus desde los extremos del mundo. Por eso había allí una piedra esculpida llamada onfalion, u ombligo.[5]
- Oráculo de Dídima, ciudad de la costa de Asia Menor.
- Oráculo de Dódona en Epiro, Grecia. El recinto sagrado se hallaba en las montañas, al sur del lago Pamboris. El oráculo estaba situado en un roble sagrado que hacía también las veces de palomar.[6]
- Oráculo de Olimpia en la ciudad griega de Olimpia, en Elis, en el Peloponeso oriental. Era famoso el santuario de Zeus.[7][8]
- Oráculo de Delos, isla griega situada en el mar Egeo y considerada por los antiguos como el centro de todas ellas.[9]
- Oráculo de Sibila[10]